# Francesc Zurita
Francesc Zurita Martínez (Blanes, 10 de enero de 1992), es un ciclista español, que fue profesional dos temporadas. Destacó en el campo amateur ganando el Memorial Manuel Sanroma, el Trofeo Eusebio Vélez, el Gran Premio Munguía-Memorial Agustín Sagasti y victorias de etapa en la Vuelta a León, Vuelta a Cantabria y Vuelta a Toledo.
El 19 de diciembre de 2018 anunció su retirada del ciclismo tras dos temporadas como profesional y con 26 años de edad.

## Palmarés
- Aún no ha conseguido ninguna victoria como profesional